# Saint Seiya: Niebiański Rozdział – Uwertura
Saint Seiya: Niebiański Rozdział - Uwertura − jeden z pięciu filmów animowanych, pełnometrażowych nawiązujących do Rycerzy Zodiaku, stworzony w 2004 roku. Jest on kontynuacją historii rycerzy i Ateny po wydarzeniach w "Rycerzach Zodiaku" z serii "Hades" i jest też próbą promocji nowych przygód bohaterów serii, znaną jako "Tenkai Hen" (Niebiański Rozdział). W planach miały być nakręcone dwa dodatkowe filmy do trylogii, w których mieli pokazać się pozostali bogowie Olimpu. Jednak ze względu na niejasny przekaz i niezadowolenie samego autora mangi z fabuły, kontynuacji w postaci anime zaniechano.

## Fabuła
Po wojnie z Hadesem, Atena opiekuje się Seiyą, by ten mógł wrócić do siebie. Przybywa Artemida, która informuje Saori, że przez te wszystkie bitwy z bogami, zostaje jej odebrane władanie nad Ziemią i ludzkością. Atena zgadza się pod warunkiem, że jej rycerze nie zostaną ukarani przez bogów, a świat nie zostanie zniszczony. Bogowie będą mogli jedynie odebrać zbroje Rycerzom z Brązu.
Nadchodzą krwawe rządy. Złoci Rycerze zostają ukarani przez bogów za występowanie przeciwko nim, do akcji wkraczają Anioły Artemidy, a ludzkości grozi zagłada. Seiya i jego przyjaciele nie potrafią pogodzić się z odrzuceniem przez Atenę i zostawić tej sytuacji samej sobie. Rozpoczyna się walka o przetrwanie.

## Postacie

### Bogowie
- Saori Kido - Atena (Keiko Han)
- Artemida (Yurika Hino)
- Apollo (Kazuhiro Yamaji)

### Rycerze z Brązu
- Seiya (Tôru Furuya)
- Hyoga (Kôichi Hashimoto)
- Shun (Ryô Horikawa)
- Shiryu (Hirotaka Suzuoki)
- Jabu (Hideo Ishikawa)
- Ichi (Masaya Onosaka)

### Złoci Rycerze
- Shion (Nobuo Tobita)
- Dohko (Kenyû Horiuchi)

### Inni
- Shaina (Mami Koyama)
- Marin (Yuriko Yamamoto)
- Touma (Fumiko Inoue)